# Europees kampioenschap honkbal 2012
De 32e editie van het Europees kampioenschap honkbal vond van 7 tot en met 16 september 2012 plaats in de steden Haarlem, Rotterdam en Utrecht in Nederland. Het honkbaltoernooi werd door de 100-jarige KNBSB onder auspiciën van de Europese Honkbalfederatie (CEB) georganiseerd, de continentale bond voor Europa van de International Baseball Federation (IBAF). Het was voor de negende keer dat dit kampioenschap in Nederland plaatsvond.
De titelverdediger was het Italiaans honkbalteam dat op het Europees kampioenschap honkbal 2010 voor de negende keer de Europese titel pakte in de finale tegen 20-voudig Europees kampioen Nederland.
Italië en Nederland stonden voor de zeventiende keer tegen elkaar in de finale van het Europees kampioenschap honkbal. Met de zeven keer dat ze als de nummers 1 en 2 na alleen de groepsfase eindigden, vormden ze gezamenlijk voor de 24e keer de top 2 van een EK honkbal kampioenschap. Italië veroverde met de negende finale winst op Nederland voor de tiende keer de Europese titel.

## Deelname
Van de 39 CEB-leden plaatste de top zeven van het EK van 2010 zich rechtstreeks voor de eindronde; dit waren achtereenvolgens Italië, Nederland, Duitsland, Griekenland, Zweden, Frankrijk en Tsjechië. De overige vijf landen (België, Groot-Brittannië, Kroatië, Rusland en Spanje) dienden zich via kwalificatie te plaatsen.

## Kwalificatie
Aan de kwalificatie namen, na de terugtrekking van het Moldavisch honkbalteam, 22 landen deel die in vijf groepen waren ingedeeld. De nummers 1 en 2 van elke groep speelden in de groepsfinale (in een best-of-3) om de plaats in de eindronde.

### Groep Antwerpen
De wedstrijden in deze groep werden van 25 tot en met 30 juli 2011 in Antwerpen, België gespeeld.
| Eindstand |            |   |   |                     |
| #         | Land       | W | V | Beslissing *        |
| 1         | België     | 4 | 0 |                     |
| 2         | Oostenrijk | 2 | 2 | 1-1 / 06 runs tegen |
| 3         | Slowakije  | 2 | 2 | 1-1 / 10 runs tegen |
| 4         | Polen      | 2 | 2 | 1-1 / 11 runs tegen |
| 5         | Letland    | 0 | 4 |                     |

| Uitslagen                                     |            |               |            |
| Datum                                         | Team 1     | Uitslag       | Team 2     |
| 25/07                                         | Polen      | 5-10          | Slowakije  |
| 25/07                                         | België     | 11-0 (7)      | Oostenrijk |
| 26/07                                         | Letland    | 2-9           | Oostenrijk |
| 26/07                                         | Slowakije  | 7-10          | België     |
| 27/07                                         | Polen      | 15-0 (6)      | Letland    |
| 27/07                                         | Oostenrijk | 5-0           | Slowakije  |
| 28/07                                         | Oostenrijk | 1-6           | Polen      |
| 28/07                                         | Letland    | 0-17 (5)      | België     |
| 29/07                                         | Slowakije  | 16-6 (8)      | Letland    |
| 29/07                                         | België     | 5-3           | Polen      |
| Finale (best-of-3, inclusief groepswedstrijd) |            |               |            |
| 30/07                                         | België     | 7-1           | Oostenrijk |
|                                               | België     | niet gespeeld | Oostenrijk |

### Groep Barcelona
De wedstrijden in deze groep werden van 25 tot en met 30 juli 2011 in Barcelona, Spanje gespeeld.
| Eindstand |             |   |   |            |
| #         | Land        | W | V | Beslissing |
| 1         | Spanje      | 4 | 0 |            |
| 2         | Zwitserland | 3 | 1 |            |
| 3         | Ierland     | 2 | 2 |            |
| 4         | Hongarije   | 1 | 3 |            |
| 5         | Finland     | 0 | 4 |            |

| Uitslagen                                     |             |               |             |
| Datum                                         | Team 1      | Uitslag       | Team 2      |
| 25/07                                         | Ierland     | 2-13 (7)      | Zwitserland |
| 25/07                                         | Finland     | 0-15 (6)      | Spanje      |
| 26/07                                         | Zwitserland | 16-3 (7)      | Finland     |
| 26/07                                         | Hongarije   | 0-16 (5)      | Spanje      |
| 27/07                                         | Ierland     | 10-0 (8)      | Hongarije   |
| 27/07                                         | Spanje      | 6-0           | Zwitserland |
| 28/07                                         | Hongarije   | 6-1           | Finland     |
| 28/07                                         | Spanje      | 16-0 (5)      | Ierland     |
| 29/07                                         | Finland     | 2-4           | Ierland     |
| 29/07                                         | Zwitserland | 9-2           | Hongarije   |
| Finale (best-of-3, inclusief groepswedstrijd) |             |               |             |
| 30/07                                         | Spanje      | 3-2           | Zwitserland |
|                                               | Spanje      | niet gespeeld | Zwitserland |

### Groep Krymsk
De wedstrijden in deze groep werden van 27 tot en met 29 juli 2011 in Krymsk (Kraj Krasnodar), Rusland gespeeld. Nadat Moldavië zich had terug getrokken, speelden de landen in deze groep een dubbele competitie (2× tegen elkaar).
| Eindstand |             |   |   |            |
| #         | Land        | W | V | Beslissing |
| 1         | Rusland     | 4 | 0 |            |
| 2         | Oekraïne    | 2 | 2 |            |
| 3         | Wit-Rusland | 0 | 4 |            |
| -         | Moldavië    | 0 | 0 |            |

| Uitslagen                                       |             |               |             |
| Datum                                           | Team 1      | Uitslag       | Team 2      |
| 27/07                                           | Oekraïne    | 9-0           | Wit-Rusland |
| 27/07                                           | Oekraïne    | 0-7           | Rusland     |
| 28/07                                           | Wit-Rusland | 4-16 (7)      | Oekraïne    |
| 28/07                                           | Wit-Rusland | 0-5           | Rusland     |
| 29/07                                           | Rusland     | 10-0 (7)      | Wit-Rusland |
| 29/07                                           | Rusland     | 8-2           | Oekraïne    |
| Finale (best-of-3, inclusief groepswedstrijden) |             |               |             |
|                                                 | Rusland     | niet gespeeld | Oekraïne    |

### Groep Tel Aviv
De wedstrijden in deze groep werden van 26 tot en met 29 juli 2011 in Tel Aviv, Israël gespeeld.
| Eindstand |                  |   |   |            |
| #         | Land             | W | V | Beslissing |
| 1         | Groot-Brittannië | 3 | 0 |            |
| 2         | Israël           | 2 | 1 |            |
| 3         | Litouwen         | 1 | 2 |            |
| 4         | Georgië          | 0 | 3 |            |

| Uitslagen                                     |                  |          |                  |
| Datum                                         | Team 1           | Uitslag  | Team 2           |
| 26/07                                         | Litouwen         | 3-14 (7) | Groot-Brittannië |
| 26/07                                         | Israël           | 11-1 (7) | Georgië          |
| 27/07                                         | Georgië          | 1-14     | Litouwen         |
| 27/07                                         | Groot-Brittannië | 8-6      | Israël           |
| 28/07                                         | Georgië          | 7-8      | Groot-Brittannië |
| 28/07                                         | Litouwen         | 2-13 (8) | Israël           |
| Finale (best-of-3, inclusief groepswedstrijd) |                  |          |                  |
| 29/07                                         | Groot-Brittannië | 0-7      | Israël           |
| 29/07                                         | Israël           | 2-5      | Groot-Brittannië |

### Groep Zagreb
De wedstrijden in deze groep werden van 25 tot en met 30 juli 2011 in Zagreb, Kroatië gespeeld.
| Eindstand |           |   |   |            |
| #         | Land      | W | V | Beslissing |
| 1         | Kroatië   | 4 | 0 |            |
| 2         | Bulgarije | 3 | 1 |            |
| 3         | Slovenië  | 2 | 2 |            |
| 4         | Roemenië  | 1 | 3 |            |
| 3         | Servië    | 0 | 4 |            |

| Uitslagen                                     |           |               |           |
| Datum                                         | Team 1    | Uitslag       | Team 2    |
| 25/07                                         | Slovenië  | 15-1 (6)      | Servië    |
| 25/07                                         | Roemenië  | 5-9           | Kroatië   |
| 26/07                                         | Bulgarije | 13-3 (7)      | Servië    |
| 26/07                                         | Kroatië   | 10-0 (7)      | Slovenië  |
| 27/07                                         | Roemenië  | 5-11          | Bulgarije |
| 27/07                                         | Servië    | 2-18 (7)      | Kroatië   |
| 28/07                                         | Bulgarije | 4-2           | Slovenië  |
| 28/07                                         | Servië    | 0-17 (5)      | Roemenië  |
| 29/07                                         | Slovenië  | 3-1           | Roemenië  |
| 29/07                                         | Kroatië   | 8-4           | Bulgarije |
| Finale (best-of-3, inclusief groepswedstrijd) |           |               |           |
| 30/07                                         | Kroatië   | 9-4           | Bulgarije |
|                                               | Kroatië   | niet gespeeld | Bulgarije |

## Eindronde

### Stadions
| Foto | Stad      | Stadion                  | Thuisclub | Zitplaatsen            | Wedstrijden    | Locatie                       |
| ---- | --------- | ------------------------ | --------- | ---------------------- | -------------- | ----------------------------- |
|      | Rotterdam | Neptunus Family Stadium  | Neptunus  | 2800 + 1200 tijdens EK | 16 wedstrijden | 51° 55' 26" NB, 4° 26' 20" OL |
|      | Haarlem   | Pim Mulierstadion        | Kinheim   | 2300                   | 16 wedstrijden | 52° 24' 29" NB, 4° 37' 52" OL |
|      | Utrecht   | sportpark "De Paperclip" | HSV UVV   | 700                    | 11 wedstrijden | 52° 5' 42" NB, 5° 2' 6" OL    |

### Eerste ronde

#### Groep A
| Eindstand |             |   |   |            |
| #         | Land        | W | V | Beslissing |
| 1         | Italië      | 5 | 0 |            |
| 2         | Spanje      | 4 | 1 |            |
| 3         | Zweden      | 3 | 2 |            |
| 4         | Griekenland | 2 | 3 |            |
| 5         | Kroatië     | 1 | 4 |            |
| 6         | Rusland     | 0 | 5 |            |

| Uitslagen |       |           |             |          |             |
| Datum     | Tijd  | Plaats    | Team 1      | Uitslag  | Team 2      |
| 07/09     | 14:00 | Haarlem   | Spanje      | 10-0 (8) | Griekenland |
| 07/09     | 14:00 | Utrecht   | Zweden      | 14-1 (7) | Rusland     |
| 07/09     | 19:30 | Haarlem   | Kroatië     | 0-16 (5) | Italië      |
| 08/09     | 14:00 | Haarlem   | Rusland     | 1-10     | Spanje      |
| 08/09     | 14:00 | Rotterdam | Griekenland | 7-2      | Kroatië     |
| 08/09     | 19:30 | Haarlem   | Italië      | 8-1      | Zweden      |
| 09/09     | 14:00 | Haarlem   | Zweden      | 4-2      | Kroatië     |
| 09/09     | 19:30 | Haarlem   | Italië      | 4-3      | Spanje      |
| 09/09     | 19:30 | Utrecht   | Griekenland | 9-5      | Rusland     |
| 10/09     | 14:00 | Utrecht   | Kroatië     | 8-4      | Rusland     |
| 10/09     | 14:00 | Rotterdam | Zweden      | 1-13 (7) | Spanje      |
| 10/09     | 19:30 | Haarlem   | Italië      | 7-0      | Griekenland |
| 11/09     | 14:00 | Utrecht   | Spanje      | 6-0      | Kroatië     |
| 11/09     | 14:00 | Haarlem   | Griekenland | 3-5      | Zweden      |
| 11/09     | 19:30 | Haarlem   | Rusland     | 0-10 (7) | Italië      |

#### Groep B
| Eindstand |                  |   |   |              |
| #         | Land             | W | V | Beslissing * |
| 1         | Nederland        | 4 | 1 | 1-0 (10-0)   |
| 2         | Duitsland        | 4 | 1 | 0-1 (0-10)   |
| 3         | Tsjechië         | 3 | 2 |              |
| 4         | Frankrijk        | 2 | 3 |              |
| 5         | België           | 1 | 4 | 1-0 (10-7)   |
| 6         | Groot-Brittannië | 1 | 4 | 0-1 (7-10)   |

| Uitslagen |       |           |                  |          |                  |
| Datum     | Tijd  | Plaats    | Team 1           | Uitslag  | Team 2           |
| 07/09     | 14:00 | Rotterdam | Tsjechië         | 4-5 (10) | Duitsland        |
| 07/09     | 19:30 | Rotterdam | België           | 0-17 (6) | Nederland        |
| 07/09     | 19:30 | Utrecht   | Frankrijk        | 3-1      | Groot-Brittannië |
| 08/09     | 14:00 | Utrecht   | Duitsland        | 10-2     | België           |
| 08/09     | 19:00 | Rotterdam | Nederland        | 15-0 (5) | Frankrijk        |
| 08/09     | 19:30 | Utrecht   | Groot-Brittannië | 6-1      | Tsjechië         |
| 09/09     | 13:00 | Rotterdam | Nederland        | 2-3 (10) | Tsjechië         |
| 09/09     | 14:00 | Utrecht   | Frankrijk        | 9-8      | België           |
| 09/09     | 19:30 | Rotterdam | Duitsland        | 6-1      | Groot-Brittannië |
| 10/09     | 14:00 | Haarlem   | Frankrijk        | 0-6      | Tsjechië         |
| 10/09     | 19:30 | Utrecht   | België           | 10-7     | Groot-Brittannië |
| 10/09     | 19:30 | Rotterdam | Nederland        | 10-0 (7) | Duitsland        |
| 11/09     | 14:00 | Rotterdam | Duitsland        | 8-3      | Frankrijk        |
| 11/09     | 19:30 | Utrecht   | Tsjechië         | 12-3     | België           |
| 11/09     | 19:30 | Rotterdam | Groot-Brittannië | 2-11     | Nederland        |

### Tweede ronde

#### Plaatsingwedstrijden
| Datum | Tijd  | Plaats    | Team 1    | Uitslag | Team 2           | Opmerkingen    |
| ----- | ----- | --------- | --------- | ------- | ---------------- | -------------- |
| 12/09 | 14:00 | Utrecht   | Frankrijk | 5-9     | Griekenland      | 7e/8e plaats   |
| 12/09 | 14:00 | Haarlem   | België    | 3-2     | Kroatië          | 9e/10e plaats  |
| 12/09 | 14:00 | Rotterdam | Rusland   | 2-6     | Groot-Brittannië | 11e/12e plaats |

#### Groep C
Hierin werden de onderlinge resultaten in de groepsfase meegenomen. De eerste drie van groep A speelden nog drie wedstrijden tegen de eerste drie van groep B.
| Eindstand |           |   |   |            |
| #         | Land      | W | V | Beslissing |
| 1         | Italië    | 5 | 0 |            |
| 2         | Nederland | 3 | 2 | 1-0 (2-0)  |
| 3         | Spanje    | 3 | 2 | 0-1 (0-2)  |
| 4         | Duitsland | 2 | 3 | 1-0 (5-4)  |
| 5         | Tsjechië  | 2 | 3 | 0-1 (4-5)  |
| 6         | Zweden    | 0 | 5 |            |

| Uitslagen |       |           |           |          |           |
| Datum     | Tijd  | Plaats    | Team 1    | Uitslag  | Team 2    |
| 13/09     | 14:00 | Haarlem   | Spanje    | 6-5 (10) | Tsjechië  |
| 13/09     | 19:30 | Haarlem   | Italië    | 3-0      | Duitsland |
| 13/09     | 19:30 | Rotterdam | Zweden    | 1-17 (6) | Nederland |
| 14/09     | 14:00 | Rotterdam | Duitsland | 10-3     | Zweden    |
| 14/09     | 19:30 | Rotterdam | Nederland | 2-0      | Spanje    |
| 14/09     | 19:30 | Haarlem   | Tsjechië  | 0-3      | Italië    |
| 15/09     | 14:00 | Haarlem   | Tsjechië  | 6-5      | Zweden    |
| 15/09     | 19:00 | Rotterdam | Italië    | 4-3      | Nederland |
| 15/09     | 19:30 | Haarlem   | Duitsland | 6-8      | Spanje    |

### Finale
De finale werd door de nummers 1 en 2 van groep C gespeeld.
| Datum | Tijd  | Plaats    | Team 1 | Uitslag | Team 2    |
| ----- | ----- | --------- | ------ | ------- | --------- |
| 16/09 | 13:00 | Rotterdam | Italië | 8-3     | Nederland |

### Eindrangschikking
| #  | Land             | W | V |
| -- | ---------------- | - | - |
| 01 | Italië           | 9 | 0 |
| 02 | Nederland        | 6 | 3 |
| 03 | Spanje           | 6 | 2 |
| 04 | Duitsland        | 5 | 3 |
| 05 | Tsjechië         | 4 | 4 |
| 06 | Zweden           | 3 | 5 |
| 07 | Griekenland      | 3 | 3 |
| 08 | Frankrijk        | 2 | 4 |
| 09 | België           | 2 | 4 |
| 10 | Kroatië          | 1 | 5 |
| 11 | Groot-Brittannië | 2 | 4 |
| 12 | Rusland          | 0 | 6 |

De nummers 1 t/m 7 plaatsten zich voor het Europees kampioenschap honkbal 2014.

## Selecties België en Nederland
| Positie      | Naam                  |
| ------------ | --------------------- |
| achtervanger | Sam Boermans          |
| achtervanger | Thomas De Wolf        |
| achtervanger | Stijn Janssens        |
| binnenvelder | Dennis De Quint       |
| binnenvelder | Benjamin Dille        |
| binnenvelder | Hans Heymans          |
| binnenvelder | Dennis Ribbens        |
| binnenvelder | Robin Roevens         |
| binnenvelder | Jamie Verheyleweghen  |
| binnenvelder | Tom Van Extergem      |
| buitenvelder | Steven Delannoy       |
| buitenvelder | Lorenzo Oeyen         |
| buitenvelder | Sim Ruts              |
| buitenvelder | Yoni Vischschoonmaker |
| werper       | Robbe De Jongh        |
| werper       | Yannick Gontier       |
| werper       | Glenn Mareels         |
| werper       | Yannick Sel           |
| werper       | Kenneth Sip           |
| werper       | Alwin Van Maanen      |
| werper       | Ben Van Nuffel        |
| werper       | Kenny Vandenbranden   |

| Positie      | Naam                 | Club               |
| ------------ | -------------------- | ------------------ |
| achtervanger | Danny Arribas        | Pittsburgh Pirates |
| achtervanger | Quintin de Cuba      | Corendon Kinheim   |
| achtervanger | Rudy van Heydoorn    | AamigoO ADO Lakers |
| binnenvelder | Yurendell de Caster  | Winnipeg Goldeyes  |
| binnenvelder | Michael Duursma      | Vaessen Pioniers   |
| binnenvelder | Bryan Engelhardt     | Corendon Kinheim   |
| binnenvelder | Dwayne Kemp          | DOOR Neptunus      |
| binnenvelder | Curt Smith           | Miami Marlins      |
| binnenvelder | Hainley Statia       | Milwaukee Brewers  |
| binnenvelder | Nick Urbanus         | Texas Rangers      |
| buitenvelder | Wesley Connor        | L & D Amsterdam    |
| buitenvelder | Shaldimar Daantji    | DOOR Neptunus      |
| buitenvelder | Danny Rombley        | UVV                |
| buitenvelder | Kalian Sams          | Seattle Mariners   |
| werper       | Arshwin Asjes        | Corendon Kinheim   |
| werper       | David Bergman        | Corendon Kinheim   |
| werper       | Rob Cordemans        | L & D Amsterdam    |
| werper       | Berry van Driel      | DOOR Neptunus      |
| werper       | Diego Markwell       | DOOR Neptunus      |
| werper       | Shairon Martis       | Minnesota Twins    |
| werper       | Loek van Mil         | Cleveland Indians  |
| werper       | Tom Stuifbergen      | Minnesota Twins    |
| werper       | Juan Carlos Sulbaran | Kansas City Royals |
| werper       | Orlando Yntema       | UVV                |

1954 ·
1955 ·
1956 ·
1957 ·
1958 ·
1960 ·
1962 ·
1964 ·
1965 ·
1967 ·
1969 · 
1971 · 
1973 ·
1975 ·
1977 ·
1979 ·
1981 ·
1983 ·
1985 ·
1987 ·
1989 ·
1991 ·
1993 ·
1995 ·
1997 ·
1999 ·
2001 ·
2003 ·
2005 ·
2007 ·
2010 ·
2012 ·
2014 ·
2016 ·
2019 ·
2021 ·
2023 ·
2025